# 엠마 머스크
엠마 머스크 (Emma Maersk)는 A.P. 몰러-머스크 그룹 소속의 컨테이너선이다. 머스크 E급 컨테이너선중 하나이다.